# 김선실
김선실은 대한민국의 가수다. 2015년 싱글 《하늘나라》로 데뷔했다.

## 방송
- 씨씨엠스타 2 (2014) - 대상

## 음반
- 하늘나라 (2015)
- 손양원 찬송가 (2015)
- 나의 사랑 나의 어여쁜 자야 (2015)
- 그 나무 아래로 (2018)
- 광야를 지나며 (2018)